# Wincenty Witos
Wincenty Witos, né le 21 janvier 1874 à Wierzchosławice et mort le 31 octobre 1945 à Cracovie, est un homme d'État polonais, chef de file du mouvement populaire de l’entre-deux-guerres, trois fois Premier ministre, figure emblématique du mouvement paysan polonais d’avant 1939.

## Biographie
Enfant d’une famille paysanne de Galicie, propriétaire de 2 arpents de terre, il suit un cursus scolaire de 4 ans à l’école primaire. Sa formation intellectuelle est ensuite une formation d’autodidacte : alors qu’il gagne sa vie comme bûcheron, sa vivacité intellectuelle et son appétit de savoir sont repérés par l’administrateur des forêts de la famille Sanguszko qui met à sa disposition sa bibliothèque personnelle et les journaux auxquels il est abonné. 
Chef du Parti paysan polonais (PSL), il siège à la Diète de Galicie et il est député au Parlement autrichien. En 1918-1919, à la fin de la Première Guerre mondiale, il dirige la Commission polonaise de liquidation, autorité intérimaire polonaise sur les terres polonaises faisant partie jusqu'en octobre 1918 de l'Empire autrichien.
Dans la Pologne ressuscitée, il est à plusieurs reprises député à la Diète et surtout Premier ministre du gouvernement y compris du Gouvernement de la Défense Nationale en 1920 pendant l'invasion soviétique, puis en 1921 et 1923 dans un gouvernement de centre-droit, dans lequel il trébuchera sur la réforme agraire. Les paysans lui reprocheront alors d’avoir trahi leur cause. 
Opposé au coup d'état de Józef Piłsudski en 1926 qui met sous surveillance la vie démocratique en Pologne, il participe aux transformations de son parti, en faisant alliance avec la gauche paysanne. Pendant le procès des dirigeants du Centrolew (Parti Centre-gauche) en 1931, il est condamné à 18 mois de prison et s’enfuit en 1933 en Tchécoslovaquie d’où il suit la vie politique.
Pendant son absence, son aura ne cessera de grandir auprès des paysans qui feront de lui un personnage quasi-mythique. 
L’opposition au régime est très active depuis la Suisse, grâce à ce que l’on a appelé le « Front de Morges », regroupé autour de la figure emblématique du premier président de la République de Pologne, le pianiste Ignacy Paderewski, dont la résidence de Riond-Bosson à Morges constitue un centre de réflexion politique qui tente d’avoir une influence sur la vie politique polonaise. Le 6 mars 1936, les généraux Władysław Sikorski et Józef Haller ainsi que Wincenty Witos viennent à Riond-Bosson et jettent les bases d’une opposition crédible capable de se faire entendre en Pologne.
Aux premiers signes de l’imminence de la guerre en 1939, Witos revient clandestinement en Pologne. Au début de l'Occupation, les autorités allemandes, qui projetaient la création d'un gouvernement polonais fantoche, s'efforcent de gagner sa collaboration. Son refus catégorique entraîne son arrestation : il est emprisonné près de Berlin, puis placé sous surveillance par la police allemande dans le Gouvernement général. 
À la Libération, en mauvaise condition physique, il devient vice-président du Conseil national polonais KRN (Krajowa Rada Narodowa (pl)) en titre, avant de mourir en octobre 1945.